# Burg Świny
Die Burg Świny (deutsch Schweinhausburg) ist die Ruine einer Höhenburg  dicht an der nördlichen Stadtgrenze des Städtchens Bolków (Bolkenhain) über dem Dorf Świny (Schweinhaus), Powiat Jaworski (Landkreis Jauer) in der polnischen Woiwodschaft Niederschlesien und ist die älteste Burg Niederschlesiens und die älteste nicht-herzogliche Burg auf dem Gebiet des heutigen Polens.

## Geschichte
Die Familienüberlieferung der Herren von Schweinichen (de Swyne, von Schwein, Sweinchen, Schweinoch) erzählt die Sage von einem böhmischen Ritter Biwoy, der einen gefährlichen Eber eigenhändig tötete (in einer anderen Version: lebendig fing) und vor die Füße der sagenhaften böhmischen Königin Libussa warf, wofür er die Hand ihrer Schwester Kasia und die Ländereien um die heutige Schweinhausburg erhielt. Dies soll sich um 760 ereignet haben. Wie weit diese Sage begründet ist, ist heute nicht zu ermitteln, sicher ist jedenfalls, dass die Schweinichen, die die Burg urkundlich seit dem 12. Jahrhundert bis 1713 hielten, ein slawisches Rittergeschlecht sind, das in Schlesien noch vor der Eroberung des Landes durch den Polenherzog Mieszko I. ansässig war und zu treuen Gefolgsmännern der Piasten gehörte.

Das Schweinichen-Wappen, Darstellung von 1904

Die älteste Nachricht über die Burg stammt von 1108: der böhmische Chronist Kosmas von Prag erwähnte, dass der Woiwode Mutina aus dem mächtigen böhmischen Geschlecht der Wrchowez nach Castrum Suini in Poloniae geritten war, um seinen Onkel Nemoy zu treffen und den Widerstand gegen den Herzog Svatopluk von Olmütz zu organisieren. 1155 wird Suini als Zpini wieder erwähnt, in einer Urkunde des Papstes Hadrian IV. Im 13. Jahrhundert scheint die Burg eine herzogliche Kastellanei gewesen zu sein, denn nach dem Tader de Swyna (1230) erscheint in den Urkunden Comes Jaxa castellanus de Svyne, und nach ihm (1248) Petrico castellanus de Zuni. Bereits 1313 erscheint auch die Kirche zu Swina in den Regesten und kann demzufolge als Schlesiens älteste erhaltene Dorfkirche gelten. Der reichste und mächtigste Schweinichen war Hainricus (um 1323), der als erster schlesischer Ritter an den Kreuzzügen teilnahm und 24 Dörfer rund um die Burg besaß. 1371 wurden die Güter unter seinen zwei Enkeln, Heinrich Berchen (Eberchen) und Günzel geteilt, Günzel erhielt die Burg und ließ sie ausbauen. Aus einer Nachricht von 1351 erfahren wir, dass die Besitzung Swyn früher in der Hand des Geschlechts Schweinichen gewesen war, als ganz Schlesien im Besitz der Piasten. Sehr wahrscheinlich ist daher, dass die Piasten nach der Einnahme Schlesiens die bereits vorhandene (wohl hölzerne) Festung zu einer Kastellanei erhoben, die die wichtige Handelsstraße von Breslau über Jauer und Landeshut nach Trautenau in Böhmen und weiter nach Prag verteidigen sollte. Bald schien es jedoch den Piasten ratsam, der Schweinhausburg gegenüber, im Flecken Hain, eine neue Festung zu errichten, die die Funktion der Kastellanei übernahm und ab etwa 1820 Bolkoburg genannt wurde. Die Schweinhausburg ist eine der wenigen schlesischen Burgen, die von allen Kriegszügen verschont wurden, sowohl von den hussitischen im 15. Jahrhundert, die das Land verheerten, wie den schwedischen im Dreißigjährigen Krieg, sie wurde sogar mitten in diesem Krieg zu einer der großartigsten schlesischen Burgen mit 300 Räumen ausgebaut, so dass sie im 17. Jahrhundert die größte Burg des Landes war. Den Untergang brachte ihr die Plünderung durch die Russen im Siebenjährigen Krieg und die Gleichgültigkeit der neuen Inhaber im 19. Jahrhundert.

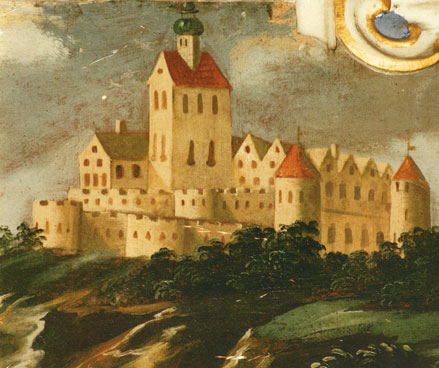
Die Burg um 1655, vor der letzten Umbauphase

In den Händen der Nachkommen Günzels verblieb die Burg bis 1713. Der letzte Burgherr aus diesem Geschlecht war der brandenburgische Oberst Georg Ernst von Schweinichen (1670–1702), der sehr jung starb und sechs unmündige Kinder hinterließ. Die Vormünder der Kinder verkauften die Burg und die vier zugehörigen Güter an Sebastian Heinrich von Schweinitz, den Schwiegersohn Georg Ernsts. Bei den Schweinitzen verblieb die Burg bis 1769 und wurde dann durch Zwangsversteigerung an den preußischen Minister Johann Heinrich Graf von Churschwandt verkauft, der bald von seiner jungen achtzehnjährigen Frau Maria Theresia geb. Gräfin von Nimptsch beerbt wurde. Die Burg blieb bei ihren Nachkommen aus der zweiten Ehe, den österreichischen Grafen Hoyos von Sprinzenstein bis 1941 und wurde dann an den Staat verkauft. 1991 wurde sie wieder Privatbesitz.
Die Hoyos residierten in Wien und ließen ihre schlesischen Güter durch Pächter verwalten, die die Burg dem völligen Verfall preisgaben. Der Leipziger Schriftsteller Carl Herloßsohn, der die Burg 1840 besuchte, hinterließ folgende Beschreibung:

„Auf dem Berge selbst liegt die Kapelle und die alte Burg, eine der größten in Schlesien. Schon von fern bemerkt man die vielen Mauern, Giebel und Thurmreste, aber je näher man kommt, desto mehr entwickelt sich die Menge von Gebäuden, die zum Theil in neuerer Zeit errichtet worden und grösstentheils nur noch in Mauern, seltener mit halber Bedachung und in die Lüfte starrendem Sparrwerk dastehen. Um so mehr betrübt man sich aber, dass diese mächtige Burg, die durch Bedachung leicht wieder bewohnbar gemacht werden könnte, allmählich vernichtet werden muss, da man in steinreicher Gegend die Mauern zerstört und zu Bausteinen verwendet.“

Der langsame Wiederaufbau der Schweinhausburg begann erst 1905, als Graf Stanislaus Hoyos die Pflege dem Heimatverein Bolkenhain überließ. Durch zahlreiche Restaurierungen und Mauerverstärkungen, die bis heute (2005) vorgenommen wurden, gelang es, den Verfall des mächtigen Gebäudes zu bremsen.

## Architektur

### Burg

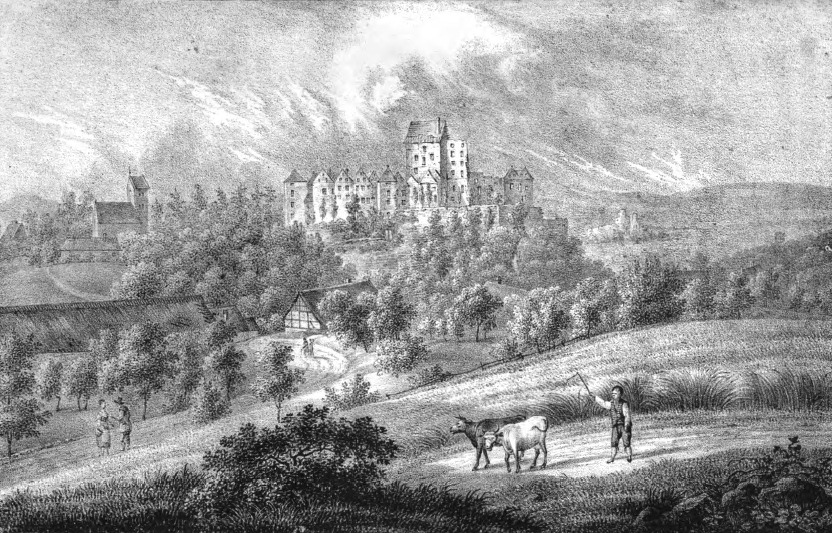
Burgruine Schweinhaus um etwa 1825

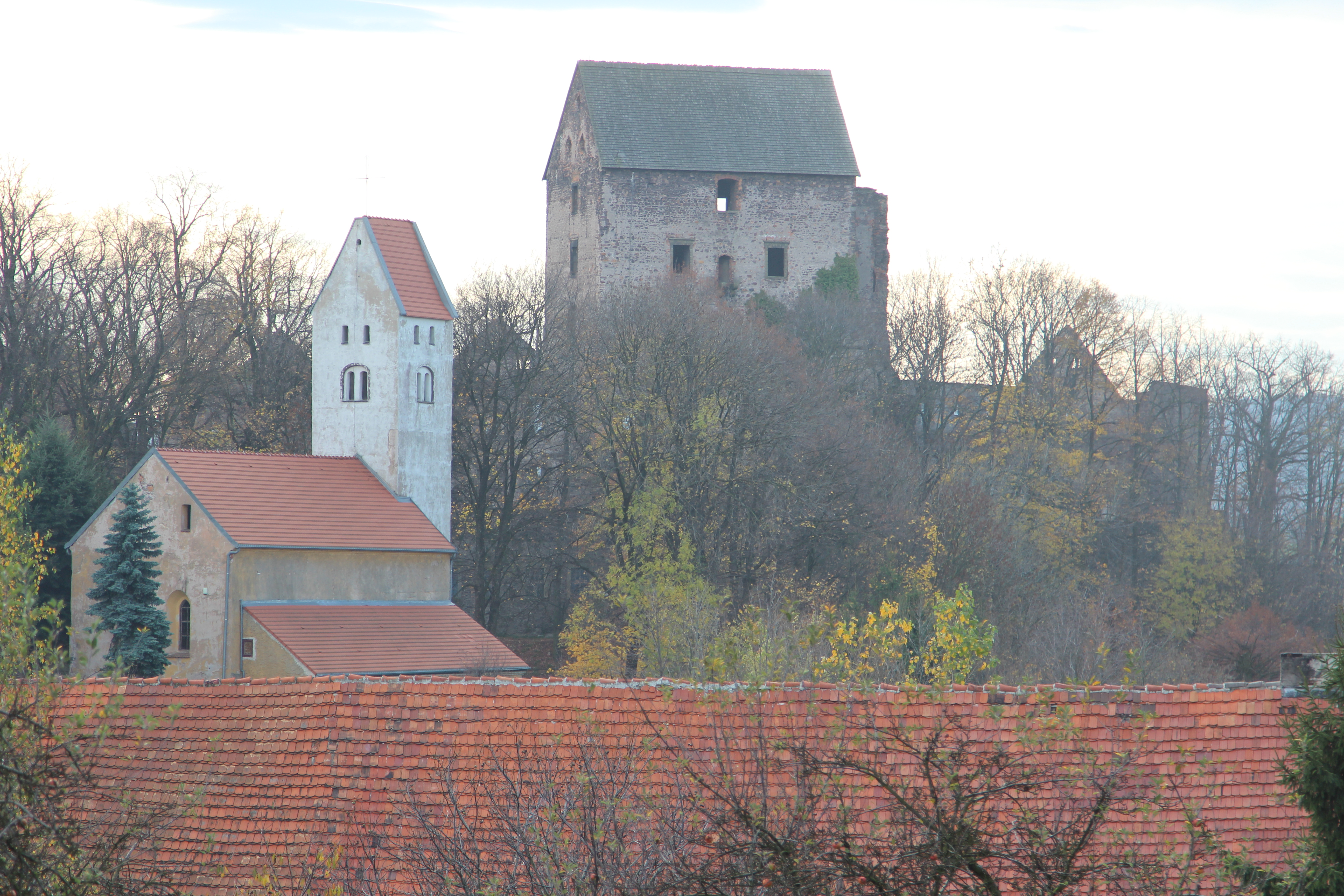
Die neu eingedachte Burgruine heute

Die Schweinhausburg (im Volksmunde bis 1945: Soihoisel), Gesamtfläche des Grundstücks etwa 18.000 m², liegt auf dem äußersten Ende eines langgestreckten Hügels, von dem sie früher durch eine weit nach Osten gerückte Mauer geschieden war. Der älteste Teil der Burg, der rechteckige Wohnturm (auf dem Foto gut sichtbar, bis 1945 Rettich genannt), der wahrscheinlich um 1300 anstelle eines hölzernen Hauses von Hainricus de Swyn errichtet wurde, liegt an der höchsten Stelle des durch Futtermauern mühevoll eingeebneten Geländes: über seinem gewölbten Erdgeschoss erheben sich vier Stockwerke mit der Länge von 18,30 m und der Breite von 12,60 m, mit Mauern, die 2,5 m dick sind. Auf der Westfassade des Wohnturms sind noch Reste von rundbogigen romanischen Fenstern erkennbar, die während des großen Umbaus nach 1655 zugemauert wurden. Das heutige Dach hat die Form eines Satteldachs und besteht aus Schindeln. Die Fassade wurde im 17. Jahrhundert mit geometrischen Sgraffito-Ornamenten geschmückt, deren Reste auf der Außenmauer des Treppenturms sichtbar sind, der in der letzten Phase des Umbaus, nach 1660 errichtet wurde (der „hohle Zahn“ auf dem Foto). Die Sgraffito-Ornamente scheinen damals große Mode in Schlesien gewesen zu sein, wovon heute nur das Schloss Oels zeugt (siehe Foto im Artikel Oels). Im ersten Stock befand sich der Festsaal mit einer Holzdecke und mit Wänden, die mit reichen Stuckornamenten verziert waren, deren gut erhaltene Reste in den Fensternischen sichtbar sind. Die höheren Stockwerke waren in kleinere Zimmer aufgeteilt – noch heute sehen wir Spuren der Trennwände und Teile der Stuck-Ornamentierung. An der Westseite befindet sich ein vermauertes gotisches spitzbogiges Portal. Nördlich von dem Turm, wo noch heute eine Durchfahrt in den Oberen Schlosshof des im 15. Jahrhundert errichteten sog. Mittelschlosses ist, das eine etwas niedrigere Lage hat, war der alte Eingang.
Vom gotischen Mittelschloss aus der Zeit Günzels von Schweinichen, das westlich vom Treppenturm liegt, sind nur die Außenmauern mit kleinen Fensteröffnungen und Reste des ehemaligen Haupttors geblieben. Der Erker über diesem Tor ist während des Umbaus im 17. Jahrhundert entstanden.
Der neueste Teil des Schlosses ist das Torgebäude, erbaut von Johann Sigismund von Schweinichen (siehe: Schlosskirche) aus den Jahren 1649 bis 1664, auch Palais oder Unteres Schloss genannt. Es ist ein viereckiges Palais, dessen Frontfassade von zwei runden Türmen flankiert ist. Sie besaß früher vier Giebel, von denen zwei überlebten. Das Torportal, das aus der letzten Phase des Umbaus stammt (etwa 1661–1664) erinnert in seiner Komposition an Triumphbögen. Der neben ihm liegende Fußgängereingang besitzt ebenfalls die Form eines Bogens. Stark bonierte Ornamente umfassen die beiden Türöffnungen. Über dem Tympanon befindet sich die Wappenkartusche derer von Schweinichen, deren Helmdecken auf beiden Seiten in Füllhörner übergehen. Sämtliche Fassaden des Schlosses wurden im 17. Jahrhundert mit Sgraffitodekorationen in der Form geometrischer Felder bedeckt, in die die Fenster eingebaut waren. Sie sind noch gut auf der Südfassade sichtbar. Gut erhalten ist die bonierte Umrahmung der Fenster aus Sandstein.

### Schlosskirche zum Heiligen Nikolaus

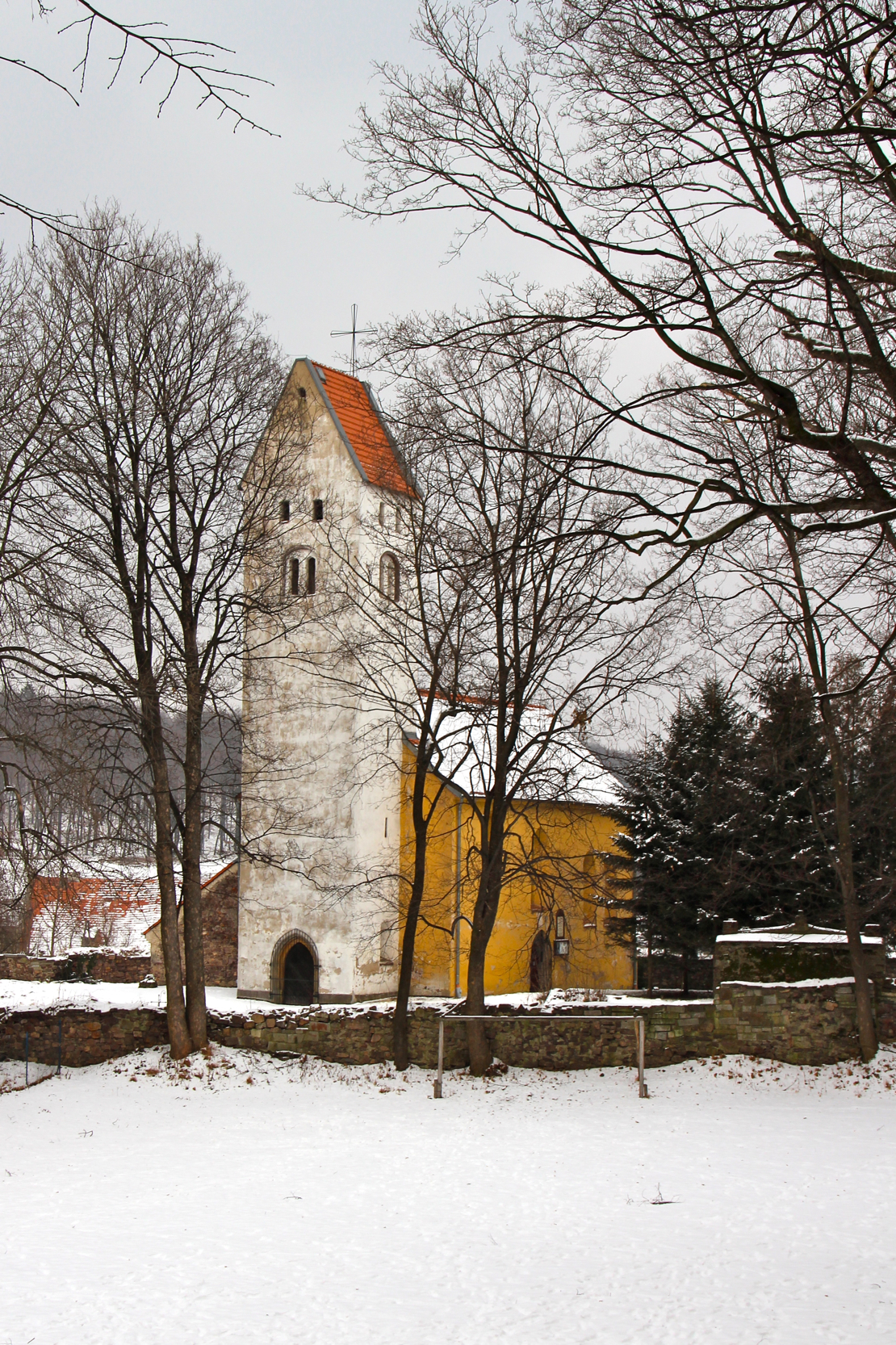
Die Schlosskirche zum Heiligen Nikolaus

Die heutige Pfarrkirche des Dorfes Świny, stammt aus dem frühen 14. Jahrhundert, war ursprünglich romanisch und wurde in der zweiten Hälfte des 16. Jahrhunderts, während der Herrschaft des Johann von Schweinichen und seiner Gemahlin Barbara geb. von Rothkirch, die eine eifrige Anhängerin Luthers war, im Stil der Renaissance umgebaut und modernisiert. Sie erhielt damals eine Ausstattung nach dem protestantischen Modell, die nach 1653, als das Gotteshaus rekatholisiert wurde, bis heute (2005) unverändert blieb. Die Bänke gruppieren sich nach dem protestantischen Modell um die Kanzel, sind mit Intarsien – Imitationen mit Pflanzenmotiven und von Barbara ausgewählten (natürlich deutschen) Bibelsprüchen bedeckt. Die Kirche besitzt interessante Grabmale der alten Burgherren: Günzels aus dem Jahre 1503 (gotisch), seines Sohnes Burgmann, der 1566 im Alter von 110 Jahren starb, weil er sich während einer Jagd erkältete, und einiger anderer Schweinichen. Die schwarze Marmortafel aus dem Jahre 1624, die Johann Sigismund als Andenken an den letzten Besuch Jakob Böhmes aufsetzen ließ, verschwand leider nach 1945. Auf der südlichen Außenwand des Kirchturms befindet sich das vom Steinfrass stark zerstörte (2006: völlig zerstörte und unleserliche) Epitaph Johann Sigismunds, des Sohnes des obigen Johann in seiner zweiten Ehe, die er im Alter von 80 Jahren mit einem fünfzehnjährigen Mädchen schloss:
„Allhier ruhet der sterbliche Leib des Wohledelgeborenen und Gestrengen Herrn Johann Siegesmund von Schweinichen, Herrn auf Schweinhauß, Wolmsdorf, Hondorf und Waltersdorf, welcher in seiner Jugend bei Durchreisung Deutschland, Frankreich, Italien, Engelland, Niederland fremden Sprachen, Adelichen Künsten und ritterlichen Übungen dermaßen obgelegen, das er über viel seines gleichen darin vollkommen worden. Im Manlichen Alter hat er alle weltliche Gesellschaft verlassen und für sich in einsahmen Betrachtungen der Geheimnissen Gottes und der Natur die größte Zeit seines Lebens zugebracht und dabei dieß Lehn Schweinhauß kostbar erneuert und viel größer gebaut. Im hohen Alter ist er bei dieser einsahmen Absonderung geblieben, bis er Anno Domini MDCLXIV den XXV des Maimonats und im 75 Jahre seines Lebens auf Schweinhauß sein frommes Leben geschlossen“.

## Mit der Burg verbundene Persönlichkeiten
- Jakob Böhme, verbrachte hier seine letzten Lebenswochen;
- Abraham von Franckenberg, Mystiker, war hier ein häufiger Gast;
- Johann Ernst Graf Hoyos von Sprinzenstein, österreichischer Feldmarschallleutnant, war um 1840 Besitzer der Burg;
- Rudolf Graf Hoyos von Sprinzenstein, Lyriker und Großsammler, war um 1870 Besitzer der Burg;
- Johann Sigismund von Schweinichen, geb. 1591, ließ die Burg ausbauen und machte sie zum geistigen Zentrum der schlesischen Mystik der Zeit;
- Angelus Silesius, nahm hier an den Diskussionen des Mystikerkreises teil und erbte die ganze Schweinhausbibliothek.